# Миляновский, Евгений Семёнович
Миляновский Евгений Семенович (1908—1976) — советский и русский энтомолог, автор 25 работ по чешуекрылым и 258 научных и популярных статей. Занимался изучением фауны чешуекрылых Западного Кавказа. Учеником Миляновского был один из ведущих лепидоптерологов бывшего СССР, сейчас Украины — ныне покойный Юрий Павлович Некрутенко.

## Биография
Родился 12 января 1908 года в Варшаве. Затем, в 1916 году семья переезжает в Полтаву.
Миляновский получил биологическое и гуманитарное образование. Под руководством научного сотрудника Полтавского городского музея, орнитолога Н. И. Гавриленко будучи школьником Евгений Семенович Миляновский и его друг Александр Сергеевич Данилевский (оба в последующем энтомологи) получили биологическое образование.
После окончания Полтавского плодово-ягодного техникума Миляновский с 1927 по 1933 года работал на Полтавской сельскохозяйственной станции, а затем на Лубенской опытной станции лекарственных и эфирно-масличных растений. Параллельно в 1932 году поступил на заочное отделение Ленинградского института по борьбе с вредителями и болезнями растений. С 1933 году переезжает в Сухуми (Абхазия), где его служебная деятельность была связана с работами по защите растений. С 1940 года Миляновский постоянно до конца своей жизни работал на Сухумской опытной станции эфирно-масличных культур. В период с 1946 по 1953 года Миляновский по совместительству работал заведующим отделом природы Абхазского государственного музея.

## Научная деятельность
Является автором 25 работ по чешуекрылым, им было опубликовано 58 научных и около 200 популярных статей по энтомологии, защите растений, спелеологии, герпетологии, охране природы).
Проживая в Сухуми Миляновский проводил ежегодные экспедиции в высокогорья Абхазии и экскурсий в прибрежную и предгорную зоны. Входе них им была собрана одна из наиболее крупных и полных региональных коллекций чешуекрылых Кавказа.
Параллельно с изучением видового состава Миляновский занимался изучением закономерностей зонально-поясного распределения и особенностей экологии чешуекрылых в различных высотных поясах. На основании многолетних наблюдений им была выдвинута экологическая теория обедненности фауны чешуекрылых черноморского побережья Кавказа и Крыма. Согласно ей в тёплом субтропическом климате большинство северных видов лишаются на побережье возможностей, связанных с промораживанием во время зимней диапаузы; для средиземноморских видов, наоборот, зимний период оказывается слишком холодным. Высокая влажность, в свою очередь, препятствует проникновению ксерофильных видов, а наличие фауны паразитических насекомых вызывает снижение общей численности чешуекрылых.
Энтомологическая коллекция Миляновского согласно его завещанию была передана в тогдашний Зоологический институт АН СССР (ныне — Зоологический институт РАН).

## Избранные работы
- 1941. Фауна чешуекрылых Черноморского побережья Абхазии. — Тр. зоол. отд. АН ГрузССР. Тбилиси.
- 1947. К фауне чешуекрылых (Macrolepidoptera) Черноморского побережья Абхазии. — Тр. Абхазск. гос. музея. Сухуми. С. 283—339.
- 1951. К фауне чешуекрылых Абхазии. — Тр. Инст. зоологии АН ГрузССР, 10: 299—306.
- 1955. Фауна и флора Пицундской реликтовой рощи. — Природа, 5: 104—106.
- 1956. К фауне чешуекрылых (Macrolepidoptera) Абхазии. — Тр. Инст. зоологии АН ГрузССР, 15: 51-110.
- 1956. Причины отсутствия на Черноморском побережье Абхазии некоторых видов чешуекрылых. — Зоол. журн., 35: 1170—1176.
- 1957. Новый метод предохранения коллекций насекомых от плесени. — Тр. Сухумск. зональн. опытн. станции эфирномасл. культур, 2: 99-100.
- 1957. Некоторые особенности распространения чешуекрылых в Абхазии. — Матер. к совещ. по вопр. зоогеографии суши. Тезисы докладов. Львов. С. 92-94.
- 1959. Приспособительная окраска бабочек и гусениц бражника-нетопыря — Celerio vespertilio (Lepidoptera, Sphingidae). — Энтом. обозр., 38: 223—224.
- 1961. К изучению фауны чешуекрылых Абхазии. — Тр. Инст. зоологии АН ГрузССР, 18: 195—200.
- 1961. К вопросу о различном пространственном распределении чешуекрылых в Абхазии. — Тр. Сухумск. зональн. опытн. станции эфирномасл. культур, 3-4: 180—184.
- 1963. Итоги изучения чешуекрылых (Macrolepidoptera) Абхазии. — Зоол. журн., 41: 1817—1830.
- 1964. Фауна чешуекрылых Абхазии. — Тр. Сухумск. зональн. опытн. станции эфирномасл. культур, 5: 91-190.
- 1968. Некоторые новые данные о фауне чешуекрылых Абхазии. — Тр. Сухумск. зональн. опытн. станции эфирномасл. культур,7: 95-101.
- 1970. Материалы по видовому составу, биологии и экологии совок (Lepidoptera, Noctuidae) Разданского района Армянской ССР. — Сб. тр. инст. защ. раст. МСХ АрмССР, 1: 5-44 (соавторы: Г. Х. Азарян, М. Г. Геворкян).
- 1971. Новые данные по фауне и экологии чешуекрылых Абхазии. — Тр. Сухумск. зональн. опытн. станции эфирномасл. культур, 10: 137—142.
- 1973. Некоторые эндемичные и редкие виды чешуекрылых Кавказа. — Сб.: Об охране насекомых. Ереван. С. 70-74.
- 1973. Новый вид совки Oxytropia Stgr. (Lepidoptera, Noctuidae). — Тр. Всес. энтом. общ., 56: 274—275.
- 1973. Различия в развитии чешуекрылых (Lepidoptera) в прибрежном и горных поясах Абхазии. — Энтом. обозр., 52: 700—702.
- 1974. Некоторые новые для Абхазии виды чешуекрылых. — Сб. статей по эфирномасл. культурам и эфирным маслам. Сухуми. С. 147—150.
- 1974. Некоторые соображения по современной таксономии и экологии насекомых. — Тр. Абхазск. гос. музея, 4: 148—151.
- 1974. Семейство пяденицы (Geometridae) — В кн.: Вредители сельскохозяйственных культур и лесных насаждений, 2. Киев. С. 343—352.